# ۶۹۱ (میلادی)

## رویدادها
ویلفرید اسقف هومبریای شمالی به مرسیا تبعید شد.